# Шанц, Фрида
Фрида Шанц (нем. Frida Schanz, по мужу Сойо (нем. Soyaux); 1859—1944) — немецкая писательница, поэтесса и педагог; издала множество стихотворений, рассказов и песен, пользовавшихся в Германии большой популярностью; её считали одной из самых популярных авторов книг для детей и молодежи до Первой мировой войны.

## Биография
Фрида Шанц родилась 16 мая 1859 года в городе Дрездене в семье поэтов Юлиуса и Полины Шанц. Её отец работал в области поэзии, саги и сказок, а мать писала для молодежи. Фрида Шанц ходила сперва в среднюю школу для девочек. В родном городе она прошла обучение в педагогическом колледже, а затем стала учителем в Богемии; в это время и проявилась её страсть к сочинительству. 
Шанц побывала, в частности, в Одессе и Венеции. В 1885 году  в Лейпциге она вышла замуж за писателя Людвига Сойо (1846–1905), который также был редактором журнала «Daheim». В этой роли она помогла некоторым молодым женщинам сделать свои первые публикации, что в то время было ещё весьма необычно.

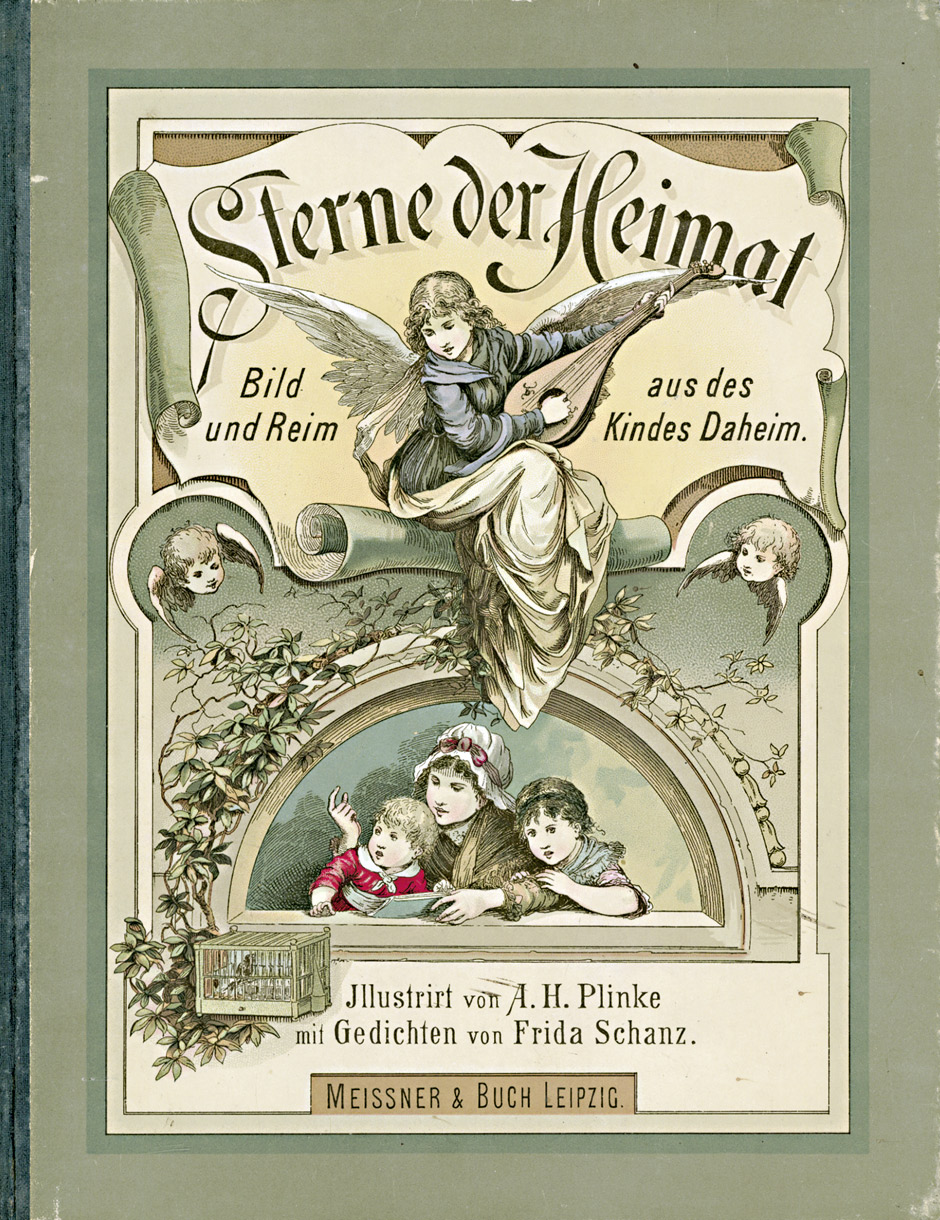
Одна из книг Шанц

С 1891 года пара жила в Берлине. В 1895 году она и Клементина Гельм начали издавать «Альманах молодых девушек». Поскольку Гельм умерла в следующем году, Шанц продолжала проект в одиночку до 1904 года. Более 30 лет, с 1895 по 1926 год, она издавала ежегодник «Kinderlust». После смерти мужа в 1905 году она работала в редакции «Дахайма» и редактором ежемесячных журналов «Velhagen» и «Klasings».
Всего Шанц написала более 60 произведений для детей и молодежи, в которых учительский тон и подчеркнутый патриотизм соответствовали духу времени. Она была удивительно разносторонней, в ее творчестве - детская литература, книги для девочек, рассказы, басни, баллады, сказки, повести, мемуары, а также рассказы о путешествиях и поговорки. Были напечатаны многочисленные издания многих ее книг, так что многие антикварные названия доступны и сегодня.
В конце 20-х годов XX века редактором Вальтером Гюнтером Шрекенбахом были изданы «Книги Фриды Шанц», пользовавшиеся большой популярностью в то время. 
Фрида Шанц умерла 17 июня 1944 года в местечке Цеплице-Слёнске-Здруй.